# Fly 〜風が吹き抜けていく〜
「Fly 〜風が吹き抜けていく〜」（フライ かぜがふきぬけていく）は、Chicago Poodleのメジャー4枚目のシングル（通算7枚目）。

## 内容
スカイ・エー『猛虎キャンプリポート2010』テーマソングおよび山陽放送『ユタンポ』5月度エンディングテーマ。カップリング「キズナ」は朝日放送『家族レッスン』テーマソング。

## 批評
『CDジャーナル』は「イントロなしでいきなりのボーカルがインパクト大」「ピアノ、オルガンなどの温かみあるサウンドに畳み掛けるようなメロディーと三声のハーモニーが心地よい」と評した。

## 収録曲
1. Fly 〜風が吹き抜けていく〜
作詞：辻本健司　作曲：花沢耕太　編曲：岩倉さとし・Chicago Poodle
2. キズナ
作詞：山口教仁　作曲：花沢耕太　編曲：Chicago Poodle